# Mediana (stolica tytularna)
Mediana (łac. Dioecesis Medianensis) – diecezja historyczna w Cesarstwie rzymskim w prowincji Byzacena, współcześnie w Tunezji. Obecnie katolickie biskupstwo tytularne.

## Biskupi tytularni
| Lp. | Biskup              | Funkcja                                  | Od               | Do                   |
| --- | ------------------- | ---------------------------------------- | ---------------- | -------------------- |
| 1   | John Hugh MacDonald | emerytowany arcybiskup Edmonton (Kanada) | 11 sierpnia 1964 | 17 stycznia 1965     |
| 2   | Bernard Alix        | biskup pomocniczy Le Mans (Francja)      | 19 maja 1965     | 28 października 1971 |
| 3   | John D’Arcy         | biskup pomocniczy Bostonu (USA)          | 30 grudnia 1974  | 18 lutego 1985       |
| 4   | Hans-Reinhard Koch  | biskup pomocniczy Erfurtu (Niemcy)       | 15 maja 1985     | 25 kwietnia 2018     |
| 5   | Ernest Obodo        | biskup pomocniczy Enugu (Nigeria)        | 25 maja 2018     |                      |